# کیث‌نس
کیث‌نس (انگلیسی: Caithness؛ گیلی اسکاتلندی: Gallaibh [ˈkal̪ˠɪv]؛ اسکاتس: Caitnes؛ نورس باستان: Katanes) یک منطقهٔ مسکونی در بریتانیا و یکی از شایرهای تاریخی اسکاتلند است که در هایلند واقع شده‌است.
این منطقه ۱۸۴۴ کیلومتر مربع وسعت دارد.